# مانول یغیازاریان
مانوئل واسیلی یغیازاریان (ارمنی: Մանվել Վասիլի Եղիազարյան؛ زادهٔ ۹ آوریل ۱۹۶۰) یک فرد نظامی و مبارز آزادیخواه اهل ارمنستان حاضر در جنگ قره‌باغ می‌باشد.

## زندگی‌نامه
وی در سال ۱۹۸۹ جوخه داوطلبان آرابو را بنیانگذارای نمود. در بین سال‌های ۱۹۸۹ تا ۱۹۹۴ در جریان جنگ قره‌باغ در نبردهای بسیاری شرکت نموده‌است. «نشان درجه دوم صلیب جنگاوری توسط جمهوری ارمنستان»، «نشان صلیب نظامی جمهوری آرتساخ» و «مدال قدردانی سرزمین مادری از رهبران آرتساخ» به وی اعطا گردیده‌است.